# Списки найкращих футболістів України
Списки найкращих футболістів України — символічні реєстри, утворені з 33 провідних гравців чемпіонату України. У різних сезонах списки складалися Української Прем'єр-Лігою або сайтом Sport Arena. У сезоні 2020/21 років це спільний проєкт УПЛ та сайту Sport Arena, у сезоні 2022/23 — УПЛ та компанії Wyscout.

## Укладачі
| Сезони  | Укладачі                                                     |
| ------- | ------------------------------------------------------------ |
| 2016/17 | «33 найкращих» (Українська Прем'єр-Ліга)                     |
| 2017/18 | «33 найкращих» (Українська Прем'єр-Ліга)                     |
| 2019/20 | «33 найкращих» (сайт Sport Arena)                            |
| 2020/21 | «33 найкращих» (Українська Прем'єр-Ліга та сайт Sport Arena) |
| 2021/22 | «33 найкращих» (сайт Sport Arena)                            |
| 2022/23 | «33 найкращих» (Українська Прем'єр-Ліга та компанія Wyscout) |
| 2023/24 | «33 найкращих» (сайт Sport Arena)                            |

## Літопис

### 2016/17
| Позиція                 | № 1               | № 1      | № 2                | № 2                | № 3               | № 3           |
| Позиція                 | Футболіст         | Клуб     | Футболіст          | Клуб               | Футболіст         | Клуб          |
| ----------------------- | ----------------- | -------- | ------------------ | ------------------ | ----------------- | ------------- |
| Воротар                 | Андрій Пятов      | «Шахтар» | Андрій Лунін       | «Дніпро»           | Заурі Махарадзе   | «Олімпік»     |
| Правий захисник         | Дарійо Срна       | «Шахтар» | Микола Морозюк     | «Динамо»           | Олег Данченко     | «Чорноморець» |
| Центральний захисник    | Домагой Віда      | «Динамо» | Давид Хочолава     | «Чорноморець»      | Рафаел Форстер    | «Зоря»        |
| Центральний захисник    | Ярослав Ракіцький | «Шахтар» | Антон Шендрік      | «Олександрія»      | Євген Хачериді    | «Динамо»      |
| Лівий захисник          | Ісмаїлі           | «Шахтар» | Микола Матвієнко   | «Шахтар» «Карпати» | Едуард Соболь     | «Зоря»        |
| Опорний півзахисник     | Тарас Степаненко  | «Шахтар» | Фред               | «Шахтар»           | Максим Малишев    | «Шахтар»      |
| Центральний півзахисник | Сергій Сидорчук   | «Динамо» | Руслан Ротань      | «Дніпро»           | Володимир Шепелєв | «Динамо»      |
| Центральний півзахисник | Денис Гармаш      | «Динамо» | Антон Поступаленко | «Олімпік»          | Василь Грицук     | «Олександрія» |
| Правий півзахисник      | Марлос            | «Шахтар» | Денніс Бонавентуре | «Зоря»             | Дмитро Коркішко   | «Чорноморець» |
| Лівий півзахисник       | Андрій Ярмоленко  | «Динамо» | Тайсон             | «Шахтар»           | Іван Петряк       | «Зоря»        |
| Нападник                | Артем Бєсєдін     | «Динамо» | Артем Довбик       | «Дніпро»           | Факундо Феррейра  | «Шахтар»      |

### 2017/18
| Позиція                 | № 1                | № 1         | № 2               | № 2           | № 3                | № 3           |
| Позиція                 | Футболіст          | Клуб        | Футболіст         | Клуб          | Футболіст          | Клуб          |
| ----------------------- | ------------------ | ----------- | ----------------- | ------------- | ------------------ | ------------- |
| Воротар                 | Андрій Лунін       | «Зоря»      | Андрій Пятов      | «Шахтар»      | Євген Паст         | «Зірка»       |
| Правий захисник         | Євген Опанасенко   | «Зоря»      | Томаш Кендзьора   | «Динамо»      | Бутко Бутко        | «Шахтар»      |
| Центральний захисник    | Ярослав Ракіцький  | «Шахтар»    | Микита Бурда      | «Динамо»      | Андрій Гітченко    | «Олександрія» |
| Центральний захисник    | Арменд Далку       | «Ворскла»   | Сергій Борзенко   | «Верес»       | В'ячеслав Чечер    | «Зоря»        |
| Лівий захисник          | Ісмаїлі            | «Шахтар»    | Ігор Пердута      | «Ворскла»     | Олексій Гуцуляк    | «Карпати»     |
| Опорний півзахисник     | Фред               | «Шахтар»    | Денис Гармаш      | «Динамо»      | Володимир Чеснаков | «Ворскла»     |
| Центральний півзахисник | Тайсон             | «Шахтар»    | Володимир Шепелєв | «Динамо»      | Микола Шапаренко   | «Динамо»      |
| Центральний півзахисник | Андрій Тотовицький | «Маріуполь» | Василь Грицук     | «Олександрія» | В'ячеслав Шарпар   | «Ворскла»     |
| Правий півзахисник      | Марлос             | «Шахтар»    | Хорхе Карраскаль  | «Карпати»     | Беньямін Вербич    | «Динамо»      |
| Лівий півзахисник       | Віктор Циганков    | «Динамо»    | Орест Кузик       | «Сталь»       | Артем Громов       | «Зоря»        |
| Нападник                | Факундо Феррейра   | «Шахтар»    | Юрі               | «Зоря»        | Юрій Коломоєць     | «Ворскла»     |

### 2019/20
| Позиція                  | № 1                | № 1      | № 2                 | № 2        | № 3              | № 3             |
| Позиція                  | Футболіст          | Клуб     | Футболіст           | Клуб       | Футболіст        | Клуб            |
| ------------------------ | ------------------ | -------- | ------------------- | ---------- | ---------------- | --------------- |
| Воротар                  | Євген Паст         | «Десна»  | Андрій Пятов        | «Шахтар»   | Георгій Бущан    | «Динамо»        |
| Правий захисник          | Денис Фаворов      | «Десна»  | Додо                | «Шахтар»   | Олександр Тимчик | «Зоря»          |
| Центральний захисник     | Андрій Гітченко    | «Десна»  | Сергій Кривцов      | «Шахтар»   | Сергій Логінов   | «Дніпро-1»      |
| Центральний захисник     | Микола Матвієнко   | «Шахтар» | Євген Чеберко       | «Зоря»     | Максим Імереков  | «Десна»         |
| Лівий захисник           | Віталій Миколенко  | «Динамо» | Богдан Михайліченко | «Зоря»     | Ісмаїлі          | «Шахтар»        |
| Центральний півзахисник  | Віталій Буяльський | «Динамо» | Алан Патрік         | «Шахтар»   | Дмитро Іванісеня | «Зоря»          |
| Правий півзахисник       | Віктор Циганков    | «Динамо» | Марлос              | «Шахтар»   | Богдан Лєднєв    | «Зоря»          |
| Атакувальний півзахисник | Владислав Кочергін | «Зоря»   | Владлен Юрченко     | «Зоря»     | Кирило Ковалець  | «Олександрія»   |
| Лівий півзахисник        | Тайсон             | «Шахтар» | Карлос де Пена      | «Динамо»   | Максим Третьяков | «Олександрія»   |
| Нападник                 | Жуніор Мораес      | «Шахтар» | Владислав Супряга   | «Дніпро-1» | Назарій Русин    | «Зоря» «Динамо» |
| Нападник                 | Олександр Філіппов | «Десна»  | Беньямін Вербич     | «Динамо»   | Владислав Кабаєв | «Зоря»          |

### 2020/21
| Позиція                  | № 1               | № 1              | № 2                | № 2       | № 3                 | № 3        |
| Позиція                  | Футболіст         | Клуб             | Футболіст          | Клуб      | Футболіст           | Клуб       |
| ------------------------ | ----------------- | ---------------- | ------------------ | --------- | ------------------- | ---------- |
| Воротар                  | Георгій Бущан     | «Динамо»         | Нікола Васіль      | «Зоря»    | Анатолій Трубін     | «Шахтар»   |
| Правий захисник          | Денис Балан       | «Інгулець»       | Томаш Кендзьора    | «Динамо»  | Додо                | «Шахтар»   |
| Центральний захисник     | Ілля Забарний     | «Динамо»         | Йоель Абу Ханна    | «Зоря»    | Сергій Яворський    | «Ворскла»  |
| Центральний захисник     | Микола Матвієнко  | «Шахтар»         | Денис Попов        | «Динамо»  | Володимир Чеснаков  | «Ворскла»  |
| Лівий захисник           | Віталій Миколенко | «Динамо»         | Орест Лебеденко    | «Олімпік» | Ібраїм Кане         | «Ворскла»  |
| Центральний півзахисник  | Сергій Сидорчук   | «Динамо»         | Дмитро Іванісеня   | «Зоря»    | Андрій Богданов     | «Колос»    |
| Правий півзахисник       | Віктор Циганков   | «Динамо»         | Олексій Гуцуляк    | «Десна»   | Маріо Чуже          | «Дніпро-1» |
| Атакувальний півзахисник | Алан Патрік       | «Шахтар»         | Віталій Буяльський | «Динамо»  | Микола Шапаренко    | «Динамо»   |
| Лівий півзахисник        | Анатолій Нурієв   | «Минай»          | Манор Соломон      | «Шахтар»  | Владислав Кочергін  | «Зоря»     |
| Нападник                 | Шахаб Захеді      | «Олімпік» «Зоря» | Руслан Степанюк    | «Ворскла» | Аллах'яр Сайядманеш | «Зоря»     |
| Нападник                 | Владислав Кулач   | «Ворскла»        | Андрій Тотовицький | «Десна»   | Артем Довбик        | «Дніпро-1» |

### 2021/22
| Позиція                  | № 1                | № 1           | № 2                  | № 2         | № 3                   | № 3                |
| Позиція                  | Футболіст          | Клуб          | Футболіст            | Клуб        | Футболіст             | Клуб               |
| ------------------------ | ------------------ | ------------- | -------------------- | ----------- | --------------------- | ------------------ |
| Воротар                  | Дмитро Різник      | «Ворскла»     | Георгій Бущан        | «Динамо»    | Богдан Когут          | «Верес»»           |
| Правий захисник          | Додо               | «Шахтар»      | Микита Кравченко     | «Дніпро-1»  | Денис Мірошніченко    | «Олександрія»      |
| Центральний захисник     | Ілля Забарний      | «Динамо»      | Марлон               | «Шахтар»    | Владислав Бабогло     | «Олександрія»      |
| Центральний захисник     | Микола Матвієнко   | «Шахтар»      | Олександр Сирота     | «Динамо»    | Олександр Сваток      | «Дніпро-1»         |
| Лівий захисник           | Владислав Дубінчак | «Дніпро-1»    | Віталій Миколенко    | «Динамо»    | Андрій Цуріков        | «Олександрія»      |
| Центральний півзахисник  | Микола Шапаренко   | «Динамо»      | Сергій Сидорчук      | «Динамо»    | Іван Калюжний         | «Олександрія»      |
| Центральний півзахисник  | Олів'є Тілль       | «Ворскла»     | Олександр Піхальонок | «Дніпро-1»  | Алан Патрік           | «Шахтар»           |
| Правий півзахисник       | Віктор Циганков    | «Динамо»      | Тете                 | «Шахтар»    | Владислав Калітвінцев | «Десна»            |
| Атакувальний півзахисник | Віталій Буяльський | «Динамо»      | Андрій Кулаков       | «Маріуполь» | Олексій Гуцуляк       | «Десна» «Дніпро-1» |
| Лівий півзахисник        | Максим Третьяков   | «Олександрія» | Дмитро Топалов       | «Маріуполь» | Михайло Мудрик        | «Шахтар»           |
| Нападник                 | Артем Довбик       | «Дніпро-1»    | Аллах'яр Сайядманеш  | «Зоря»      | Руслан Степанюк       | «Ворскла»          |
| Бонус (без амплуа)       | Денис Гармаш       | Денис Гармаш  | Денис Гармаш         | «Динамо»    | «Динамо»              | «Динамо»           |

### 2022/23
| Позиція                  | № 1                | № 1             | № 2                | № 2             | № 3                  | № 3        |
| Позиція                  | Футболіст          | Клуб            | Футболіст          | Клуб            | Футболіст            | Клуб       |
| ------------------------ | ------------------ | --------------- | ------------------ | --------------- | -------------------- | ---------- |
| Воротар                  | Олег Мозіль        | «Металіст 1925» | Євгеній Волинець   | «Колос»         | Олександр Бандура    | «Минай»    |
| Правий захисник          | Денис Мірошніченко | «Олександрія»   | Ігор Пердута       | «Ворскла»       | Бутко Бутко          | «Зоря»     |
| Центральний захисник     | Валерій Бондар     | «Шахтар»        | Денис Попов        | «Динамо»        | Максим Імереков      | «Зоря»     |
| Центральний захисник     | Микола Матвієнко   | «Шахтар»        | Едуард Сарапій     | «Дніпро-1»      | Ярослав Ракіцький    | «Шахтар»   |
| Лівий захисник           | Максим Брагару     | «Чорноморець»   | Василь Кравець     | «Ворскла»       | Артем Смоляков       | «Інгулець» |
| Опорний півзахисник      | Володимир Бражко   | «Зоря»          | Олександр Скляр    | «Ворскла»       | Валерій Кучеров      | «Верес»    |
| Центральний півзахисник  | Єгор Твердохліб    | «Минай»         | Георгій Судаков    | «Шахтар»        | Олександр Піхальонок | «Дніпро-1» |
| Правий півзахисник       | Олексій Гуцуляк    | «Дніпро-1»      | Ростислав Русин    | «Металіст 1925» | Максим Задерака      | «Кривбас»  |
| Атакувальний півзахисник | Віталій Буяльський | «Динамо»        | Сергій Булеца      | «Зоря»          | Таллес               | «Рух»      |
| Лівий півзахисник        | Таулант Сефері     | «Ворскла»       | Вів Соломон-Отабор | «Рух»           | Геннадій Пасіч       | «Верес»    |
| Нападник                 | Артем Довбик       | «Дніпро-1»      | Назарій Русин      | «Зоря»          | Юрій Климчук         | «Рух»      |

### 2023/24
| Позиція                  | № 1                | № 1           | № 2                | № 2           | № 3                  | № 3        |
| Позиція                  | Футболіст          | Клуб          | Футболіст          | Клуб          | Футболіст            | Клуб       |
| ------------------------ | ------------------ | ------------- | ------------------ | ------------- | -------------------- | ---------- |
| Воротар                  | Дмитро Різник      | «Шахтар»      | Кіріл Фесюн        | «Колос»       | Георгій Бущан        | «Динамо»   |
| Правий захисник          | Володимир Адамюк   | «Дніпро-1»    | Ілля Путря         | «Чорноморець» | Андрій Понєдєльнік   | «Кривбас»  |
| Центральний захисник     | Богдан Слюбик      | «Рух»         | Микита Бурда       | «Колос»       | Олександр Сваток     | «Дніпро-1» |
| Центральний захисник     | Микола Матвієнко   | «Шахтар»      | Тимур Стецьков     | «Кривбас»     | Арсеній Батагов      | «Зоря»     |
| Лівий захисник           | Іван Дібанго       | «Кривбас»     | Максим Брагару     | «Чорноморець» | Іраклі Азаров        | «Шахтар»   |
| Центральний півзахисник  | Володимир Бражко   | «Динамо»      | Дмитро Криськів    | «Шахтар»      | Богдан Кушніренко    | «Полісся»  |
| Правий півзахисник       | Олександр Зубков   | «Шахтар»      | Ілля Квасниця      | «Рух»         | Олексій Гуцуляк      | «Дніпро-1» |
| Атакувальний півзахисник | Віталій Буяльський | «Динамо»      | Георгій Судаков    | «Шахтар»      | Олександр Піхальонок | «Дніпро-1» |
| Лівий півзахисник        | Андрій Штогрін     | «Чорноморець» | Назар Волошин      | «Динамо»      | Бені Макуана         | «Полісся»  |
| Нападник                 | Данило Сікан       | «Шахтар»      | Едуардо Герреро    | «Зоря»        | Юрій Климчук         | «Рух»      |
| Нападник                 | Владислав Ванат    | «Динамо»      | Олександр Філіппов | «Дніпро-1»    | Руслан Степанюк      | «Ворскла»  |